# Grzegorz Kołtan
Grzegorz Kołtan, född den 15 september 1955 i Wałcz, Polen, är en polsk kanotist.
Han tog bland annat VM-guld i K-4 500 meter i samband med sprintvärldsmästerskapen i kanotsport 1977 i Sofia.